# Tillandsia rubia
Tillandsia rubia là một loài thực vật có hoa trong họ Bromeliaceae. Loài này được Ehlers & L.Colgan mô tả khoa học đầu tiên năm 2004.